# Jeff Martin (baloncestista)
Jeffery Allen "Jeff" Martin (Cherry Valley, Arkansas, 14 de enero de 1967) es un exjugador de baloncesto estadounidense que jugó dos temporadas en la NBA, además de hacerlo en la CBA, la ACB, la liga italiana, la liga francesa y la IBL. Con 1,96 metros de estatura, lo hacía en la posición de escolta.

## Trayectoria deportiva

### Universidad
Jugó durante cuatro temporadas con los Racers de la Universidad Estatal de Murray, en las que promedió 21,2 puntos, 5,7 rebotes y 1,8 asistencias por partido. A lo largo de sus cuatro temporadas ocupó siempre un puesto entre los más destacados de la Ohio Valley Conference, siendo elegido en su primer año en el mejor quinteto de novatos, y en los tres restantes en el mejor quinteto absoluto, obteniendo además el galardón de Jugador del Año en 1988 y 1989. Fue además el máximo anotador de la conferencia en su último año. A día de hoy, ningún jugador del estado de Kentucky ha conseguido superar los 2.484 puntos que logró Martin.

### Profesional
Fue elegido en la trigésimo primera posición del Draft de la NBA de 1989 por Los Angeles Clippers, donde jugó dos temporadas, siendo la mejor de ellas la segunda, la 1990-91, en la que promedió 7,1 puntos y 1,8 rebotes por partido. Nada más finalizar esa temporada, fue traspasado a Detroit Pistons a cambio de James Edwards, pero no llegó a debutar con el equipo, siendo despedido.
Tras no encontrar equipo en la NBA se marchó a jugar a los Grand Rapids Hoops de la CBA, hasta que recibió la llamada del Scaini Venezia de la Serie A2 italiana, donde jugó 12 partidos hasta el final de la temporada, en los que promedió 25,4 puntos y 5,2 rebotes.
Al año siguiente ficha por el Banco Natwest Zaragoza de la liga ACB, donde en una temporada promedia 14,1 puntos y 4,4 rebotes por partido. Regresa a los Hoops al año siguiente, antes de probar sin éxito con los Miami Heat, donde vuelve a ser elegido, igual que en 1992 en el segundo mejor quinteto de la CBA.
En 1994 sustituye a Bo Kimble en el ASVEL Lyon-Villeurbanne, y al año siguiente hace lo propio con Mark Stevenson en el Strasbourg IG, ambos de la liga francesa. En 1995 retorna a la liga española, fichando por el CB Salamanca, donde juega una temporada en la que promedia 17,8 puntos y 3,5 rebotes por partido.
Al año siguiente ficha por el Baloncesto Fuenlabrada, pero es cortado tras 17 partidos, siendo sustituido por Chris King. Dos meses más tarde se marcha de nuevo a la liga francesa, firmando con el Besançon BCD, para regresar al año siguiente a la ACB, al CB Ciudad de Huelva. En la ciudad andaluza sólo juega 11 partidos, en los que promedia 9,7 puntos y 3 rebotes, siendo cortado y regresando de nuevo a su país, a los Grand Rapids Hoops. tras pasar posteriormente por los Las Vegas Silver Bandits de la liga menor IBL, vuelve a Francia, jugando una última temporada con el Montpellier.

## Estadísticas de su carrera en la NBA

### Temporada regular
| Temporada | Edad | Equipo               | Liga | P   | TIT | MIN  | TC  | TCA | %TC  | 3P  | 3PA | %3P  | TL  | TLA | %TL  | R.OF. | R.DEF. | REB | ASIS | ROB | TAP | PER | FP  | PTS |
| 1989-90   | 23   | Los Angeles Clippers | NBA  | 69  | 23  | 19.6 | 2.5 | 6.0 | .411 | 0.0 | 0.2 | .133 | 1.3 | 1.9 | .705 | 1.1   | 1.2    | 2.3 | 0.6  | 0.6 | 0.2 | 0.7 | 1.4 | 6.3 |
| 1990-91   | 24   | Los Angeles Clippers | NBA  | 74  | 26  | 18.0 | 2.9 | 6.9 | .422 | 0.4 | 1.2 | .307 | 0.9 | 1.4 | .680 | 0.7   | 1.1    | 1.8 | 0.9  | 0.5 | 0.4 | 0.7 | 1.4 | 7.1 |
| Total     |      |                      | NBA  | 143 | 49  | 18.8 | 2.7 | 6.4 | .417 | 0.2 | 0.7 | .282 | 1.1 | 1.6 | .694 | 0.9   | 1.1    | 2.0 | 0.8  | 0.5 | 0.3 | 0.7 | 1.4 | 6.7 |